# Mario Zanini
Mario Zanini (São Paulo, 10 de setembro de 1907 — São Paulo, 16 de agosto de 1971) foi um pintor e decorador brasileiro.
Descendente de imigrantes, oriundo de uma família humilde, ainda adolescente frequentou a Escola de Belas Artes. Participou dos principais certames oficiais do país. Fez viagem de estudos a Europa em 1950. Participou das três primeiras Bienais de São Paulo.
Fez parte do Grupo Santa Helena, núcleo da futura Família Artística Paulista. O que, entretanto, o distingue dos demais integrantes do Grupo do Grupo Santa Helena e da Família Artística Paulista é o seu colorido, intenso, profundo, quase ingênuo: ao lado de Alfredo Volpi, Zanini é um dos grandes coloristas da moderna pintura paulista e brasileira.
Como homenagem, uma rua no Bairro Jd. Pinheiros (Butantã) em São Paulo, leva seu nome.